# 一橋新聞
一橋新聞（いっきょうしんぶん、THE IKKYO SHIMBUN）は、一橋大学の自治団体一橋新聞部が発行している新聞の名称。また、一橋新聞部の略称をさすことも多い。
1923年の関東大震災に際して各地の東京商科大学関係者に対して情報を伝えた「一橋時報」（一橋会記録部）が背景となり、翌1924年に創刊した。1944年学徒動員などにより休刊するも、1946年に復刊した。
過去には山口敏明（元東ソー社長）、伊東光晴（経済学者）、平野勝（元サッポロビール専務）、辰濃和男（元朝日新聞論説委員）、加藤秀俊（社会学者）、八尋俊邦（元三井物産社長）、山田欣吾（歴史学者）、川岸近衛（元読売新聞論説副委員長）らが所属していた。
2000年1月16日には「一橋新聞OnLine」が開設された。
2015年12月18日、東京五大学新聞連盟 関東学生新聞連盟主催で行われた大学新聞コンテスト（朝日新聞社・日刊スポーツ新聞社特別後援）「一般新聞部門」において筑波大学新聞編集部とともに最優秀賞を獲得した。